# Morris Rossabi
Morris Rossabi est un historien américain, professeur associé à l'Université Columbia. Il est spécialisé dans l'histoire de l'Asie centrale, l'Asie de l'Est et la Chine,.
Morris Rossabi est né à Alexandrie, en Égypte. Il a déménagé aux États-Unis quand il était jeune et a ensuite obtenu son doctorat à l'Université de Columbia en 1970.
Il est professeur émérite d'histoire au Queens College et est un auteur publié. Il a reçu un doctorat honorifique de l'Université nationale de Mongolie en 2009. En 2011, il a également prononcé une conférence, financée par W. Allyn Rickett, à l'Université de Pennsylvanie sur l'influence mongole dans la Chine des Ming. Il a reçu un certificat de mérite du ministère mongol des Affaires étrangères à l'ambassade de Mongolie auprès des Nations Unies en 2021.